# Xiaolongbao
Xiaolongbao (chinês tradicional: 小籠包, pinyin: xiǎolóngbāo) é um tipo de macarrão chinês cozido no vapor (baozi) típico da região de Jiangnan e, em particular, associado a Xangai e Wuxi. É tradicionalmente preparado no Xiaolong, uma pequena cesta de bambu usada para cozinhar a vapor que lhe dá o nome. Xiaolongbao pode ser considerado um tipo de bolinho chinês, mas não deve ser confundido com jiaozi. Eles também são conhecidos como siaulon moedeu ou mantou estilo xiaolong. Eles são servidos tanto no café da manhã quanto no lanche da tarde.

## Variedades de Xiaolongbao
- chinês tradicional: 小籠包"

小籠包"
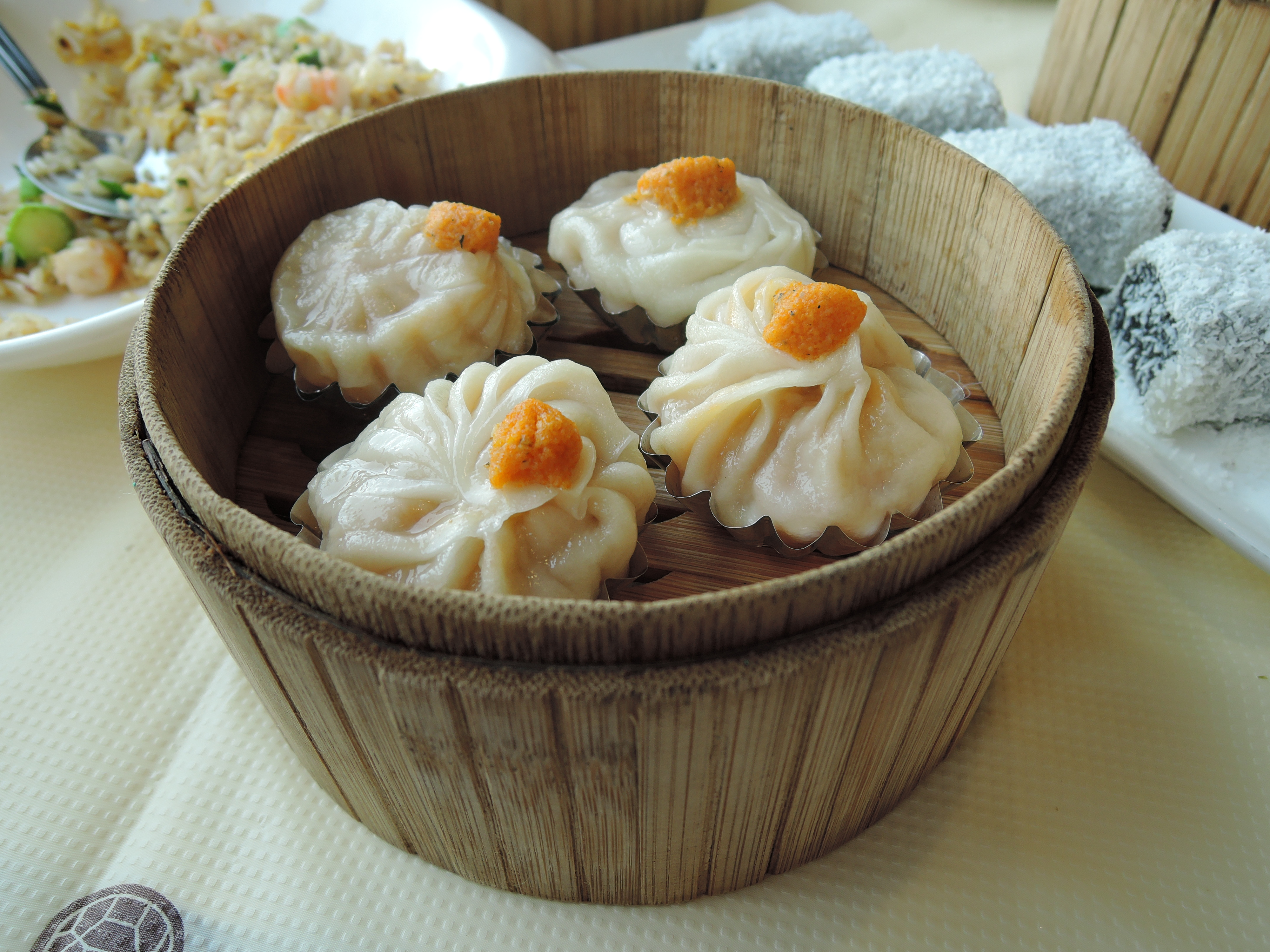
Xiaolongbao com ovas de caranguejo (acima) em Hong Kong
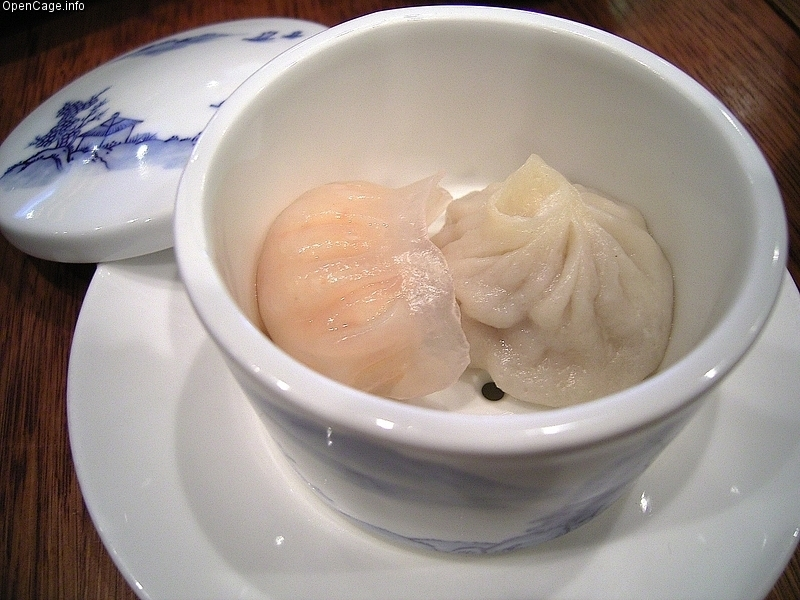
Xiajiao (蝦餃) e Xiaolongbao (direita) em Higashinada, Kobe
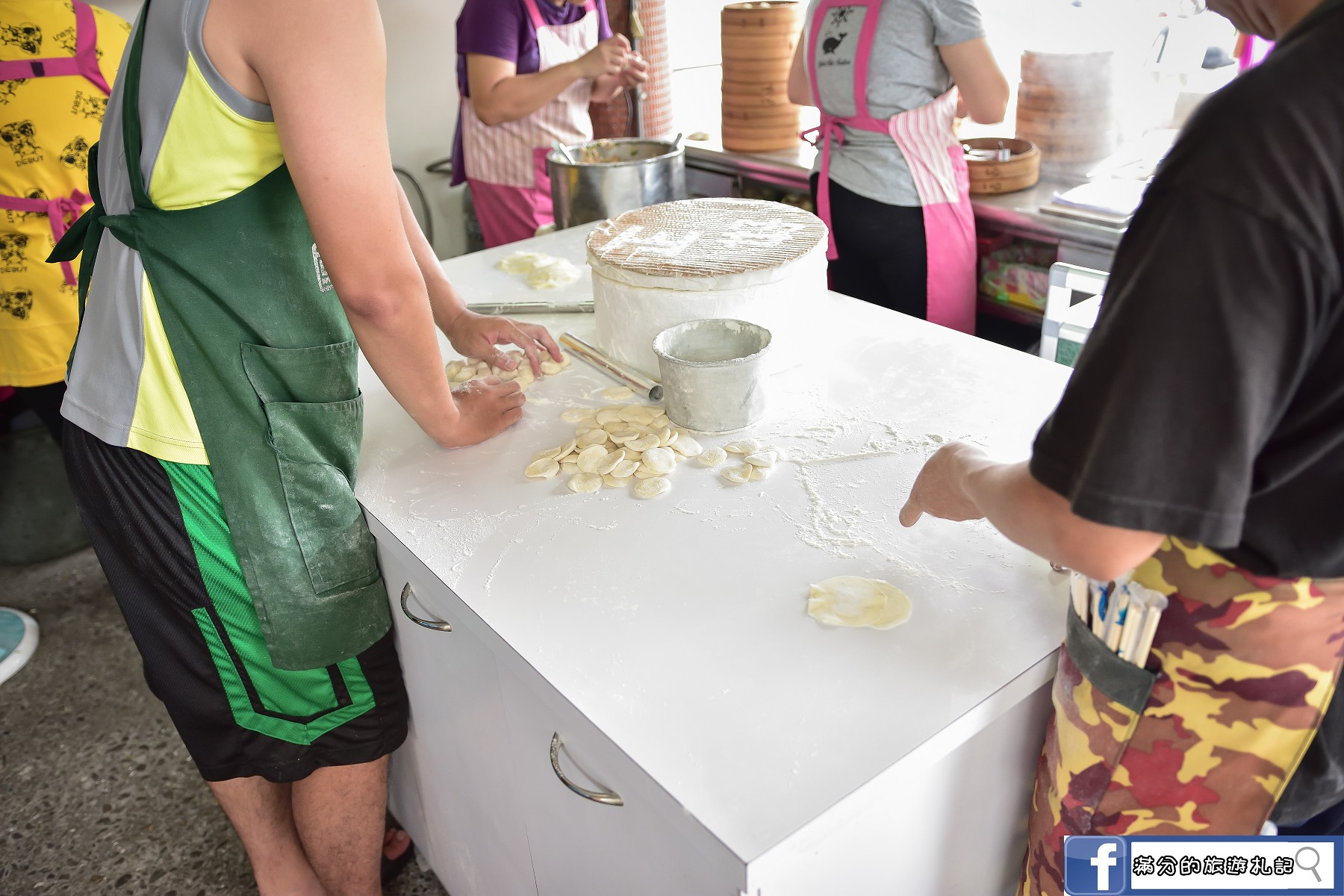
Xiaolongbao sendo feito em um restaurante simples em Yilan
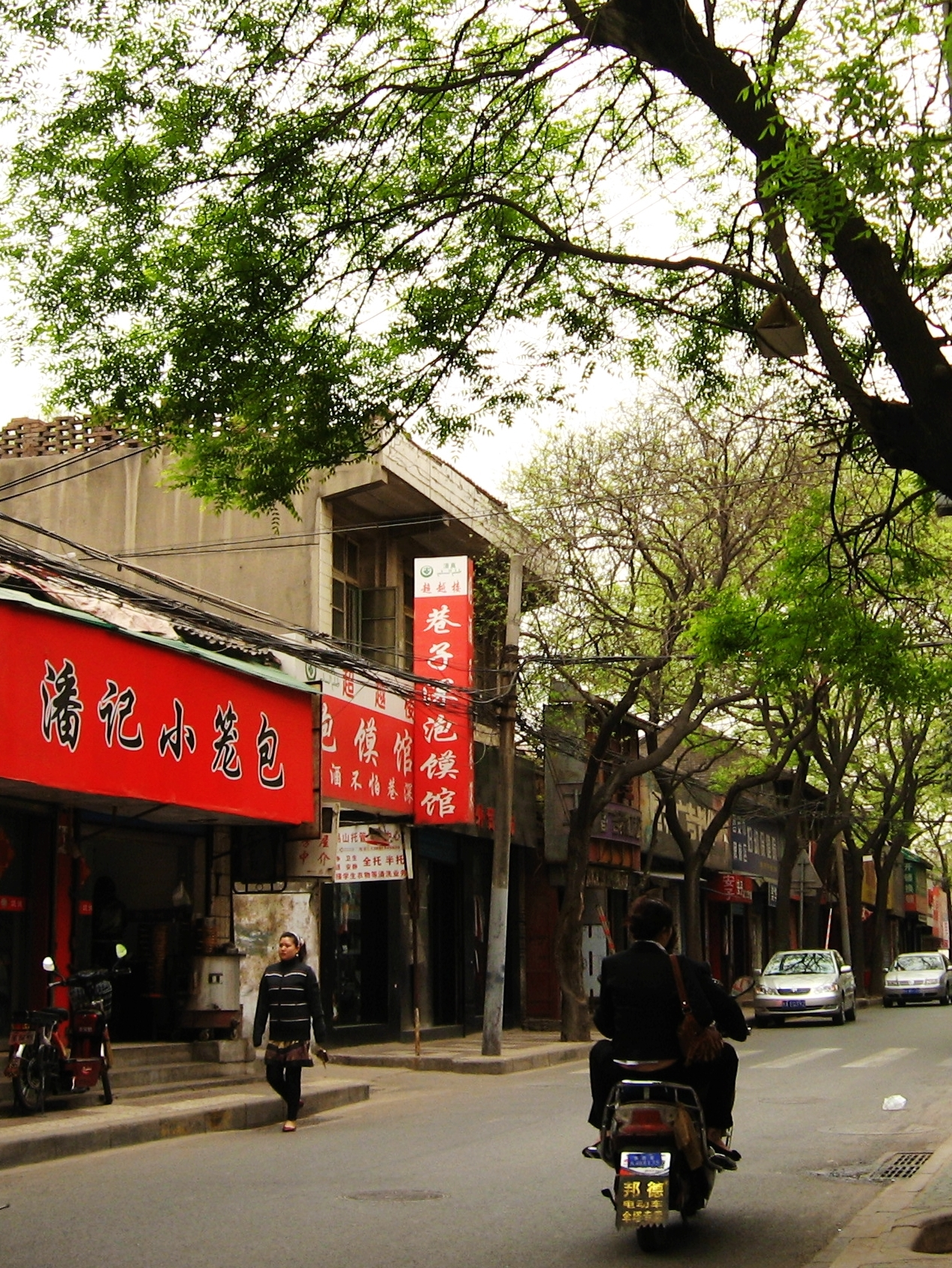
Restaurante de Xiaolongbao em Xi'an
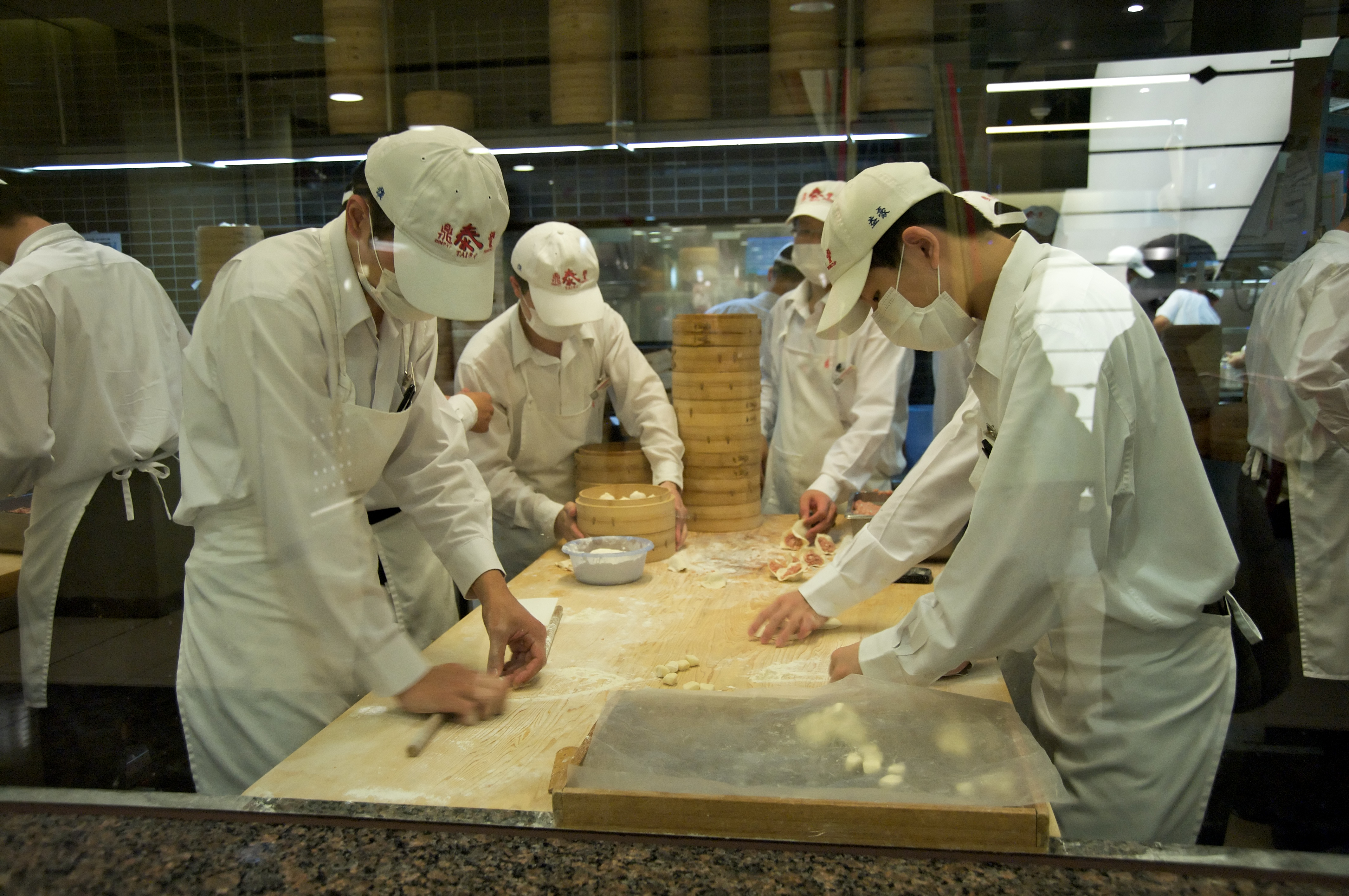
Fabricação de Xiaolongbao na cadeia Dintaifung (鼎泰豐) em Taipe
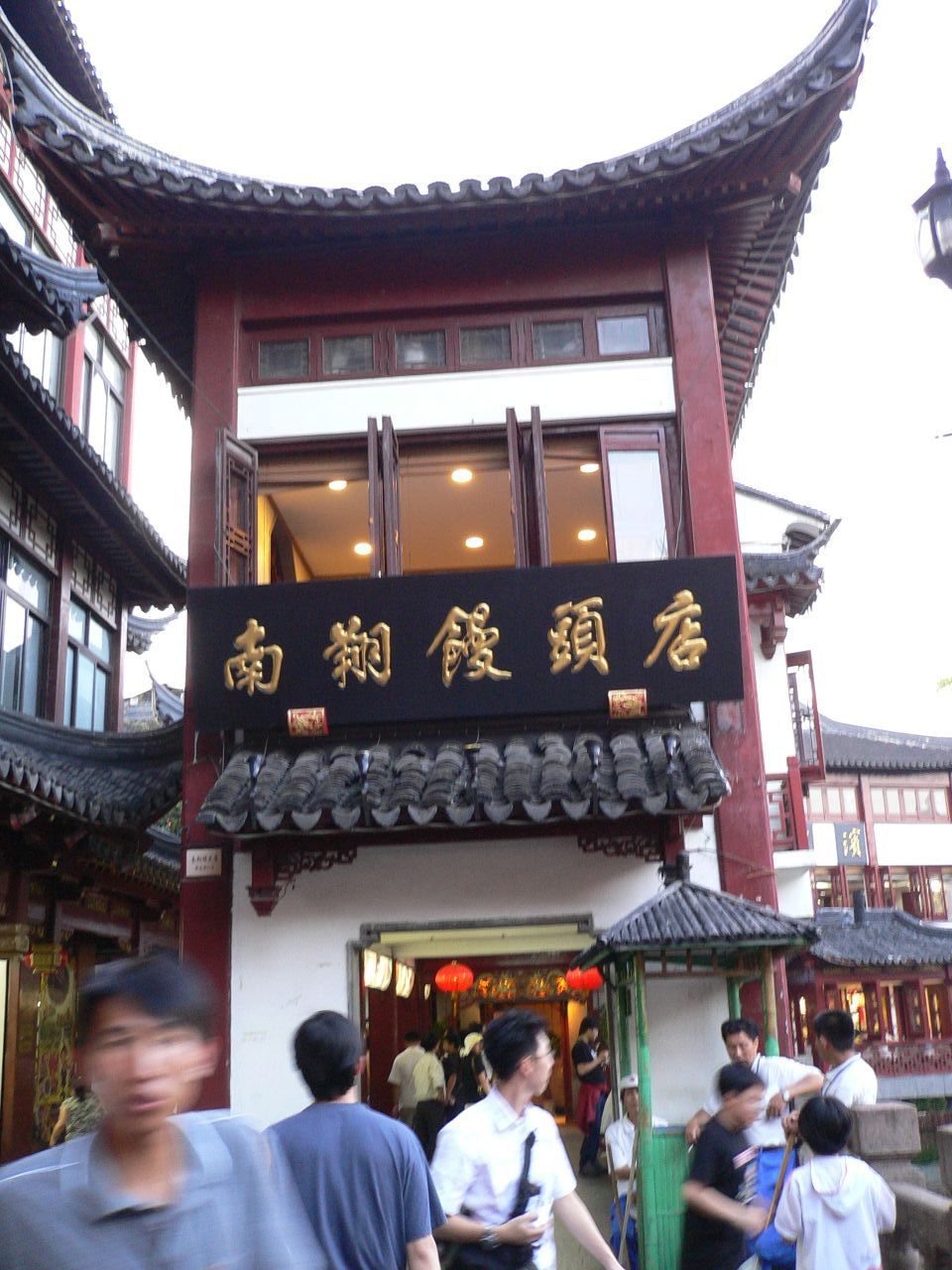
Nanxiang Mantou em Xangai
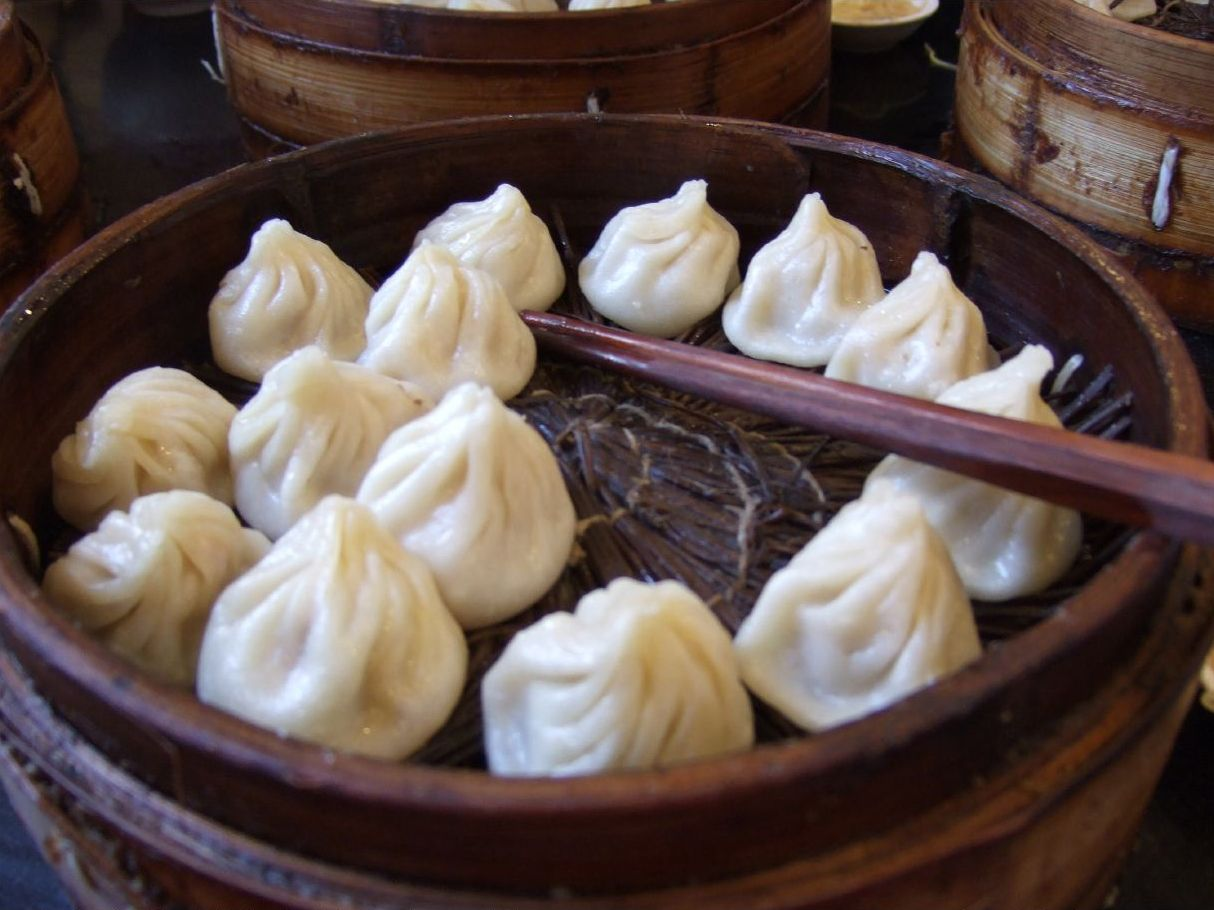
Original Xiaolongbao em Nanxiang Mantou (南翔饅頭店)